# 姚本 (嘉靖舉人)
姚本（15世紀—16世紀），字子元，號雪谿，南直隸寧國府旌德縣招坊人，明朝政治人物。

## 生平
姚本是嘉靖七年（1528年）戊子科應天鄉試第一百二十一名舉人，二十年（1541年）授冠縣知縣，平均地方徭役，築堤抵擋水患，又修繕廟學、編輯邑志，建設賈鎮、清水二堡保衛縣城，得賜食四品俸，陞邠州知州，與陝甘總督曾銑設計收復河套，但曾銑遭仇鸞陷害計策未能運用，改任獨山州知州，殲滅土寇董索，很快辭官回鄉，窮得要變賣家產過活，晚年自題詩《鬻契尾》：「老夫歸來賣卻田，只因宦職不貪錢，兒曹莫道吾官冷，留與人間作話傳。」 

## 引用
1. 1 2  民國《旌德縣志·卷十八·人物》：姚本，號雪谿，招坊人，嘉靖戊子舉人，廉介有幹略，初知冠縣多惠政，邑人祠焉，城臨清有功，賜食四品俸，遷知邠州，與曾總制計復河套，會曾為仇鸞所中策不果用，改知獨山州，土賊董索蹂獨山，所畫戰守咸中機宜，尋乞歸，貧甚鬻故產以終，餘年自題《鬻契尾》，云「老夫歸來賣卻田，只因宦職不貪錢，兒曹莫道吾官冷，留與人間作話傳。」 見省志、府志
2. ↑  民國《冠縣志·卷六·職官志》：姚本，字子元，旌德舉人，政嚴而不刺、法密而不煩，輕徭均役，築堤捍水，修廟學，輯邑志，百度俱新，尤嚴於治道，路不拾遺，建賈鎮、清水二堡，至今永賴，升邠州知州。